# 1499 en santé et médecine
| Années de la santé et de la médecine : 1496 - 1497 - 1498 - 1499 - 1500 - 1501 - 1502    |
| Décennies de la santé et de la médecine : 1460 - 1470 - 1480 - 1490 - 1500 - 1510 - 1520 |

Cet article présente les faits marquants de l'année 1499 en santé et médecine.

## Événements
- 13 avril : une bulle du pape Alexandre VI autorise Francisco Jiménez de Cisneros, archevêque de Tolède et primat d'Espagne, à créer un studium generale à Alcalá de Henares, acte tenu pour fondateur de l'université complutense de Madrid, où la médecine sera enseignée dès l'ouverture[1].
- 7 décembre : fondation à Évora, au Portugal, d'une aumônerie ou maison-Dieu de la Miséricorde (Santa Casa de Misericórdia) par la reine Éléonore, femme de Jean II, pour que soient accomplies les « œuvres de miséricorde[2] ».
- Fondation à Gênes en Ligurie, par Ettore Vernazza et des citoyens de la ville, d'une maison, dite « réduit des Incurables », et destinée à l'accueil des malades atteints du mal des Français[3].
- Fondation de l'hôpital Saint-Roch (it) à Rome[4].
- Fondation d'un hôpital à Saint-Jacques-de-Compostelle par les Rois catholiques[5].
- Fondation de l'hôpital de la Madeleine à Tours, voué à l'accueil « des enfants abandonnés dans la ville ou dans ses faubourgs[6] ».
- Le roi Louis XII retire aux clercs l'administration des hôpitaux de Tours et la remet aux mains des laïcs, ordre dont l'exécution ne sera pas complètement effective avant l'année 1546[6].
- 1497-1499 : le scorbut tue environ soixante pour cent des hommes embarqués avec Vasco de Gama à son premier voyage[7].
- 1499-1502 : fondation de l'université de Valence, où la médecine est enseignée dès l'origine[8].
- 1499-1508 : construction du vieil hôpital de Nantes[9].

## Publications (seulement les éditionsprinceps)
- Alcana Mosali (milieu du XIIIe siècle à Bagdad), De passionibus oculorum liber, à Venise, chez Torresano, avec la Chirurgie de Chauliac[10],[11].
- Première édition « aldine » du Περὶ ὕλης ἰατρικῆς (Peri hulês iatrikês), « Sur la matière médicale », de Dioscoride (c. 25-c. 90), imprimé à Venise chez Alde l'ancien[12],[13].

## Naissances
- 10 février : Thomas Platter le Vieux (mort en 1582), helléniste, médecin et botaniste suisse[14].
- 1499 ou 1501 : Garcia de Orta (mort en 1568), médecin juif portugais, converti au catholicisme, mais contraint de se réfugier aux Indes, auteur des Colóquios dos simples da India (« Colloques des simples de l'Inde ») publiés à Goa en 1563[15].
- 1499[16] ou 1510-1511[17] : Andrés Laguna (mort en 1559), médecin juif espagnol, auteur d'une traduction en castillan de la Matière médicale de Dioscoride imprimée en 1555 par Juan Latio à Anvers[17], au service du pape Jules III puis de Charles Quint et de Philippe II[16].

## Décès
- Ulrich Ellenbog (de) (né vers 1435), chirurgien à la cour du Tyrol, auteur d'un traité « sur les vapeurs et les fumées toxiques » (Von den giftigen besen Tempffen und Reuchen) destiné aux forgerons d'Augsbourg, paru en 1473 et premier ouvrage connu de « médecine du travail[18] ».
- 1499 ? : Jean Tartas (né à une date inconnue), médecin français, reçu maître à Paris, établi à Poitiers[19].